# 弛放音樂
弛放音樂（Chill-out music）是流行音樂的流派之一，其特征是緩慢的節奏和放鬆情緒。近幾十年，「弛放音乐」的定義在不斷變化，一般現代定義的輕音樂（easy listening）都可以指弛放音樂。
弛放音樂这一名称起源於1989年倫敦Heaven夜總會內的一個名為「The White Room」的區域。現在Spotify的「Chill Hits」歌單已有540萬聽眾。